# NXT TakeOver: New Orleans

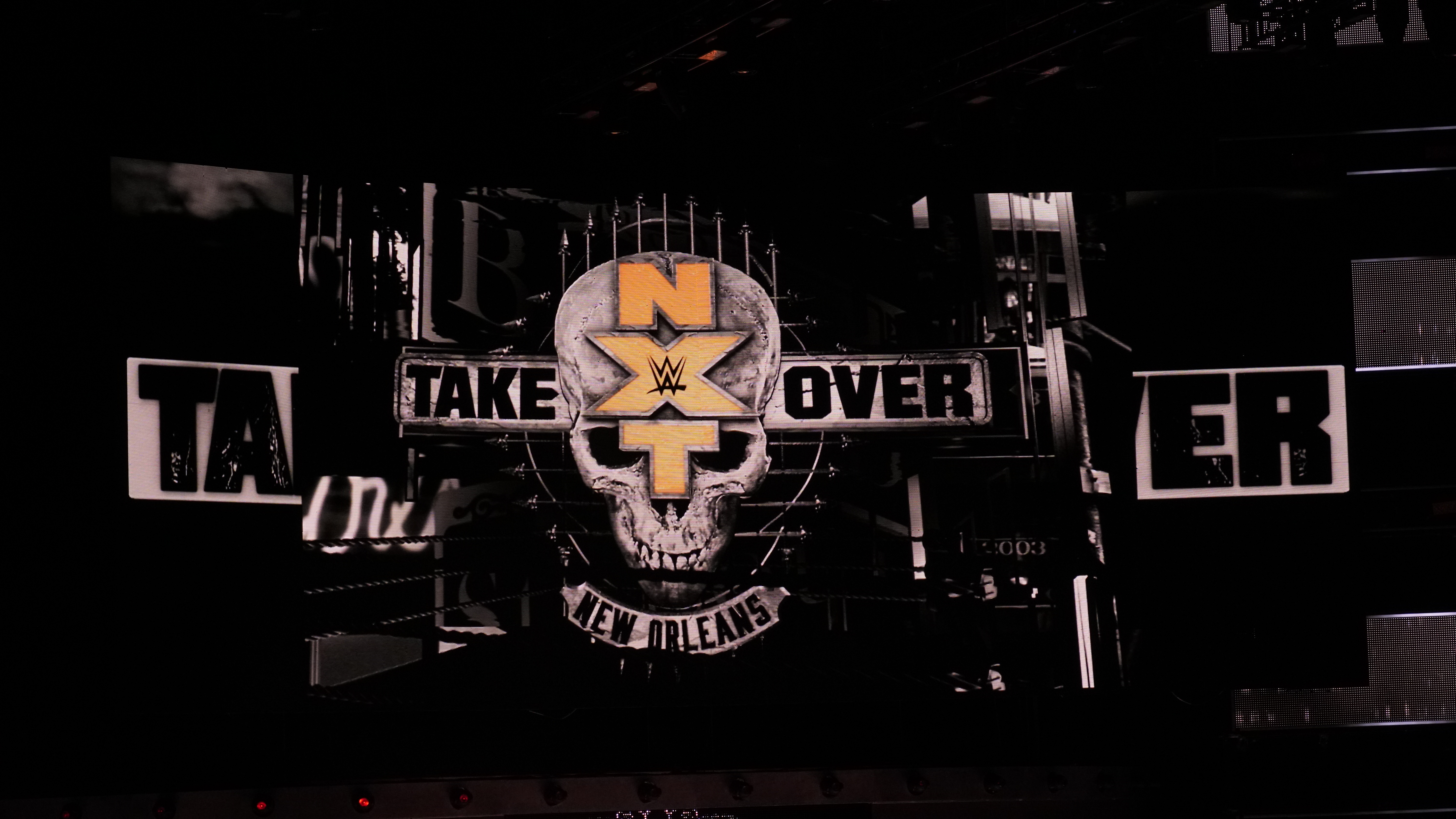
Logo

NXT TakeOver: New Orleans war eine Wrestling-Veranstaltung der WWE, die auf dem WWE Network ausgestrahlt wurde. Sie fand am 7. April 2018 im Smoothie King Center in New Orleans, Louisiana, Vereinigte Staaten im Vorfeld von WrestleMania 34 statt. Zum zweiten Mal im Jahr 2018 und zum 20. Mal seit 2014 insgesamt wurde damit eine Veranstaltung unter dem Namen NXT TakeOver ausgetragen, zum ersten Mal eine davon im US-Bundesstaat Louisiana.

## Hintergrund
In den Wochen vor NXT TakeOver: New Orleans wurden insgesamt fünf Matches angesetzt. Diese resultierten aus denen bei NXT, einer wöchentlich auf dem WWE Network ausgestrahlten Show der WWE, gezeigten Storylines.
Mit der NXT North American Championship wurde ein neuer Titel eingeführt.

## Veranstaltung
| Funktion                 | Name              |
| ------------------------ | ----------------- |
| Kommentatoren (englisch) | Mauro Ranallo     |
| Kommentatoren (englisch) | Nigel McGuinness  |
| Kommentatoren (englisch) | Percy Watson      |
| Kommentatoren (spanisch) | Carlos Cabrera    |
| Kommentatoren (spanisch) | Marcelo Rodríguez |
| Ringsprecher             | Mike Rome         |
| Ringrichter              | Tom Castor        |
| Ringrichter              | Drake Wuertz      |
| Ringrichter              | Eddie Orengo      |
| Ringrichter              | Darryl Sharma     |
| Pre-Show                 | Charly Caruso     |
| Pre-Show                 | Sam Roberts       |
| Pre-Show                 | Pat McAfee        |

### Matches
Die Veranstaltung begann mit einem Sechs-Mann-Leitern-Match zwischen Adam Cole, EC3, Killian Dain, Lars Sullivan, Ricochet und The Velveteen Dream um die neu geschaffene NXT North American Championship. Letzterer zog sich während des Matches eine offenbar nicht eingeplante Platzwunde am Auge zu. Cole durfte das Match nach etwas mehr als einer halben Stunde gewinnen und wurde damit erster Träger des Titels.
Darauf folgte ein Singles-Match um die NXT Women’s Championship, indem Titelverteidigerin Ember Moon auf ihre Herausforderin Shayna Baszler traf. Nach 13 Minuten siegte Baszler via Knockout durch ihren Aufgabegriff Kirifuda Clutch. Für Moon war es zugleich das letzte Match im Rahmen von NXT; am folgenden Montag, 9. April 2018, stieg sie bei Raw ins Hauptroster der WWE auf.
Wiederum anschließend kam es zu einem Triple-Threat-Tag-Team-Match, das zugleich ein Match um die NXT Tag Team Championship sowie das Finale der Dusty-Rhodes-Tag-Team-Classic darstellte. In diesem trafen die Herausforderer, das Team der Authors of Pain (Akam und Rezar) sowie Roderick Strong und Pete Dunne auf die Titelverteidiger Kyle O’Reilly und Adam Cole, der bereits sein zweites Match an diesem Abend bestritt, vom Stable The Undisputed Era. Cole sprang hierbei für den real verletzten Bobby Fish ein, der der eigentliche Partner O’Reillys gewesen wäre. Cole und O’Reilly gewannen das Match, nachdem Strong seinen eigenen Partner Dunne attackiert hatte und sich damit The Undisputed Era anschloss.
Das vierte Match war ein Singles-Match um die NXT Championship zwischen Champion Andrade Almas, der von Zelina Vega zum Ring begleitet wurde, und Herausforderer Aleister Black. Vega griff im Rahmen der Storyline mehrmals zu Gunsten von Almas in das Match ein. Am Ende des Matches traf Vega jedoch versehentlich ihren Partner Almas anstatt des von ihr anvisierten Black. Almas musste daraufhin den als Black Mass bezeichneten Finishing Move von Black einstecken und den Titel an diesen abgeben.

### Main Event
Hauptkampf der Veranstaltung war ein Singles-Match der früheren Tag-Team-Partner Johnny Gargano und Tommaso Ciampa. Letzterer hatte bei NXT TakeOver: Chicago im Mai 2017 einen Turn zum Heel vollzogen, als er sich gegen seinen Partner Gargano wandte. Anschließend musste er jedoch aufgrund eines realen Kreuzbandrisses für längere Zeit pausieren. Aus diesem Grund fand das obligatorische Match der beiden nun ehemaligen Partner erst rund ein Jahr nach der Auflösung ihres Teams #DIY statt.
Johnny Gargano durfte das Match nach knapp 37 Minuten durch Aufgabe Ciampas im Gargano Escape gewinnen.

## Ergebnisse
| Matchart                                                              |                                                |      |                                                                     | Zeit  |
| --------------------------------------------------------------------- | ---------------------------------------------- | ---- | ------------------------------------------------------------------- | ----- |
| 6-Way-Ladder-Match um die vakante NXT North American Championship     | Adam Cole                                      | bes. | EC3, Killian Dain, Lars Sullivan, Ricochet und The Velveteen Dream  | 31:16 |
| Singles-Match um die NXT Women’s Championship                         | Shayna Baszler                                 | bes. | Ember Moon (C)                                                      | 12:57 |
| Triple-Threat-Tag-Team-Match um die vakante NXT Tag Team Championship | The Undisputed Era (Adam Cole & Kyle O’Reilly) | bes. | Pete Dunne & Roderick Strong und The Authors of Pain (Akam & Rezar) | 11:43 |
| Singles-Match um die NXT Championship                                 | Aleister Black                                 | bes. | Andrade Almas (C)                                                   | 18:18 |
| Singles-Match                                                         | Johnny Gargano                                 | bes. | Tommaso Ciampa                                                      | 37:00 |